# Mammadagha Huseynov
Mammadagha Huseynov (en azéri : Məmmədağa Hüseynağa oğlu Hüseynov; né le 8 février 1929 à Bakou et mort le 20 janvier 2002) est un peintre azerbaïdjanais, artiste du peuple de la République d'Azerbaïdjan (2000).

## Biographie
En 1949, Mammadagha Huseynov entre à la faculté d'art de l'Institut national de  cinématographie de l'Union à Moscou. Après avoir obtenu son diplôme en 1955, il retourne à Bakou et commence l'activité créative à l’Azerbaïdjanfilm. Il agit en tant que concepteur de production dans jusqu'à 20 films. Participe activement à la vie culturelle de l'Azerbaïdjan, ainsi qu’à des expositions organisées dans la République et à l'étranger.
Le président de l'Union des artistes d'Azerbaïdjan, Farhad Khalilov, décrit Huseynov comme un merveilleuxun artiste, maître du cinéma, un bon organisateur : « Les œuvres de Mamedagha Huseynov sont toujours contemporaines et ne perdent jamais leur pertinence. »

## Prix
Artiste émérite de la RSS d'Azerbaïdjan (23 décembre 1976)
Artiste du peuple de la République d'Azerbaïdjan (18 décembre 2000). 